# Hubert Strolz
Hubert Strolz (n. 26 iunie 1962, Warth⁠(d), Vorarlberg, Austria) este un schior alpin ce a reprezentat Austria, medaliat olimpic. A participat la 3 ediții ale Jocurilor Olimpice (1984, 1988, 1992) în care a câștigat o medalie de aur și o medalie de argint.